# Erovnuli Liga 2
La Erovnuli Liga 2 è il secondo livello del campionato georgiano di calcio. A partire dalla stagione 2017 il campionato ha cambiato denominazione in Erovnuli Liga 2.

## Formula
Le 10 squadre sono raggruppate in un unico girone. Ogni squadra affronta tutte le altre squadre quattro volte, due volte in casa e due volte in trasferta, per un totale di 36 partite.
La prima classificata è promossa direttamente in Erovnuli Liga. La seconda e la terza classificata affrontano in uno spareggio promozione-retrocessione le squadre classificatesi all'ottavo e nono posto in Erovnuli Liga. L'ultima classificata è retrocessa in Meore Liga, mentre l'ottava e la nona classificata affrontano due squadre di Meore Liga in uno spareggio promozione-retrocessione.
Al campionato possono partecipare anche le squadre riserve, ma non possono essere promosse in Erovnuli Liga. Se una squadra riserva si classifica ai primi due posti, la squadra classificatasi subito dopo beneficia della promozione diretta o del posto nei play-off promozione. Se la prima squadra retrocede in Erovnuli Liga 2, la squadra riserva viene retrocessa in Meore Liga indipendentemente dalla posizione in classifica. In quest'ultimo caso, se la squadra riserva non era nelle ultime due posizioni, la squadra meglio piazzata nella zona retrocessione mantiene la categoria.

## Storia
La Erovnuli Liga 2 è andata incontro a continue modifiche nella formula e nel numero di squadre partecipanti. Dalla prima stagione nel 1990 ci sono state sia tornei a gironi unico sia tornei a doppio girone con diversi meccanismi per la promozione in Umaglesi Liga e la retrocessione in Meore Liga. Nella stagione 2014-2015 le 20 squadre sono divise in due gruppi da 10 squadre (Gruppo A e Gruppo B): ogni squadra ha affrontato tutte le altre squadre del gruppo quattro volte, due volte in casa e due volte in trasferta, per un totale di 36 partite. Di seguito una liste del numero di squadre partecipanti stagione per stagione:
- 1990: 20 squadre
- 1991: 18 squadre
- 1991-1992: 20 squadre
- 1992-1993: 16 squadre
- 1993-1994: 32 squadre
- 1994-1995: 29 squadre
- 1995-1996: 39 squadre
- 1996-1997: 37 squadre
- 1997-1998: 16 squadre
- 1998-1999: 55 squadre
- 1999-2000: 46 squadre
- 2000-2002: 12 squadre
- 2002-2005: 16 squadre
- 2005-2007: 18 squadre
- 2007-2008: 20 squadre
- 2008-2009: 22 squadre
- 2009-2010: 15 squadre
- 2010-2011: 17 squadre
- 2011-2012: 20 squadre
- 2012-2013: 24 squadre
- 2013-2014: 26 squadre
- 2014-2015: 20 squadre
- 2015-2016: 18 squadre
- 2017-: 10 squadre

## Squadre 2024
| Società           | Città      |
| ----------------- | ---------- |
| Aragvi Dusheti    | Dusheti    |
| Dinamo Tbilisi 2  | Tbilisi    |
| Gagra             | Gagra      |
| Gareji Sagarejo   | Sagarejo   |
| K'olkheti Khobi   | Khobi      |
| Lokomotiv Tbilisi | Tbilisi    |
| Rustavi           | Rustavi    |
| Shturmi           | Sartichala |
| Sioni Bolnisi     | Bolnisi    |
| Spaeri            | Tbilisi    |
| WIT Georgia       | Tbilisi    |

## Albo d'oro
In grassetto le squadre promosse in massima serie.
| Stagione  | Campioni                                               | Secondo posto                                                      | Terzo posto                                        | Altre promozioni |
| --------- | ------------------------------------------------------ | ------------------------------------------------------------------ | -------------------------------------------------- | ---------------- |
| 1990      | Sulori Vani                                            | Margveti Zest'aponi                                                | Alazani                                            |                  |
| 1991      | Mret'ebi Tbilisi                                       | Kakheti Telavi                                                     | Meshakht'e T'q'ibuli                               |                  |
| 1991-1992 | Iveria Khashuri                                        | Kakheti Telavi                                                     | Magaroeli Chiatura                                 |                  |
| 1992-1993 | Shukura Kobuleti                                       | Magaroeli Chiatura                                                 | Sapovnela                                          |                  |
| 1993-1994 | Duruji Q'vareli (Est) Egrisi Senaki (Ovest)            | Antsi Tbilisi (Est) Mertskhali Ozurgeti (Ovest)                    | Tetri Arts'ivi (Est) Meshakht'e T'q'ibuli (Ovest)  |                  |
| 1994-1995 | Sioni Bolnisi (Est) Egrisi Senaki (Ovest)              | Merani-Bacho Tbilisi (Est) K'akhaberi-Iaguari Khelvachauri (Ovest) | Meskheti (Est) Meshakht'e T'q'ibuli (Ovest)        |                  |
| 1995-1996 | Merani-91 Tbilisi (Est) Samgurali Ts'q'alt'ubo (Ovest) | Dinamo-2 Tbilisi (Est) Anzheli Abasha (Ovest)                      | Morkinali Tbilisi (Est) Magaroeli Chiatura (Ovest) |                  |
| 1996-1997 | Morkinali Tbilisi (Est) Magaroeli Chiatura (Ovest)     | Lok’omot’ivi Tbilisi (Est) Meshakht'e T'q'ibuli (Ovest)            | Tskhinvali (Est) Mertskhali Ozurgeti (Ovest)       |                  |
| 1997-1998 | Arsenali Tbilisi                                       | Juba Samt'redia                                                    | ?                                                  |                  |
| 1998-1999 | Dinamo-2 Tbilisi                                       | K'olkheti Khobi                                                    | Gortskhali Dzveli Anaga Sulori Vani                |                  |
| 1999-2000 | Non disputato                                          | Non disputato                                                      | Non disputato                                      | Non disputato    |
| 2000-2001 | Guria Lanchkhuti                                       | Met'alurgi Zest'aponi                                              | Samgurali Ts'q'alt'ubo                             |                  |
| 2001-2002 | Milani Tsnori                                          | Dila Gori                                                          | Kobuleti                                           |                  |
| 2002-2003 | Lazika Zugdidi                                         | Mertskhali Ozurgeti                                                | Mtskheta                                           |                  |
| 2003-2004 | Shukura Kobuleti                                       | Samgurali Ts'q'alt'ubo                                             | Milani Tsnori                                      | Rustavi          |
| 2004-2005 | Ameri Tbilisi                                          | Borjomi                                                            | Tskhinvali                                         |                  |
| 2005-2006 | Chik. Sachkhere                                        | Merani Tbilisi                                                     | Gagra                                              |                  |
| 2006-2007 | Mglebi Zugdidi                                         | Meskheti                                                           | Gagra                                              |                  |
| 2007-2008 | Gagra (Est) Magaroeli Chiatura (Ovest)                 | Dinamo-2 Tbilisi (Est) Meshakht'e T'q'ibuli (Ovest)                | WIT Georgia-2 (Est) Merani Mart'vili (Ovest)       |                  |
| 2008-2009 | Ameri Tbilisi (Est) Samt'redia (Ovest)                 | Chik. Sachkhere (Est) Baia Zugdidi (Ovest)                         | WIT Georgia-2 (Est) Merani Mart'vili (Ovest)       |                  |
| 2009-2010 | Torpedo-2008 Kutaisi                                   | K'olkheti Poti                                                     | Dinamo Batumi                                      |                  |
| 2010-2011 | Gagra                                                  | Merani Mart'vili                                                   | Dila Gori                                          |                  |
| 2011-2012 | Chik. Sachkhere                                        | Dinamo Batumi                                                      | Guria Lanchkhuti                                   |                  |
| 2012-2013 | Guria Lanchkhuti (A) Spartaki-Tskhinvali (B)           | Dinamo-2 Tbilisi (A) Lok’omot’ivi Tbilisi (B)                      | Sasco (A) Shukura Kobuleti (B)                     |                  |
| 2013-2014 | Shukura Kobuleti (A) Samt'redia (B)                    | K'olkheti-1913 Poti (A) Dinamo Batumi (B)                          | Dinamo-2 Tbilisi (A) Mach'akhela Khelvachauri (B)  |                  |
| 2014-2015 | Saburtalo Tbilisi (A) Sapovnela (B)                    | Lok’omot’ivi Tbilisi (A) Borjomi (B)                               | Lazika Zugdidi (A) Gagra (B)                       |                  |
| 2015-2016 | Liakhvi Tskhinvali                                     | WIT Georgia                                                        | K'olkheti Khobi                                    |                  |
| 2016      | WIT Georgia (Gruppo Rosso) Rustavi (Gruppo Bianco)     | Gagra (Gruppo Rosso) Samgurali Ts'q'alt'ubo (Gruppo Bianco)        |                                                    |                  |
| 2017      | Rustavi                                                | Merani Mart'vili                                                   | Sioni Bolnisi                                      |                  |
| 2018      | Dinamo Batumi                                          | WIT Georgia                                                        | Gagra                                              |                  |
| 2019      | Merani Tbilisi                                         | Samt'redia                                                         | Telavi                                             |                  |
| 2020      | Shukura Kobuleti                                       | Samgurali Ts'q'alt'ubo                                             | Gagra                                              |                  |
| 2021      | Sioni Bolnisi                                          | Gagra                                                              | Merani Mart'vili                                   |                  |
| 2022      | Shukura Kobuleti                                       | Spaeri                                                             | Samt'redia                                         |                  |
| 2023      | K'olkheti-1913 Poti                                    | Gareji Sagarejo                                                    | Spaeri                                             |                  |
| 2024      | Gareji Sagarejo                                        | Rustavi                                                            | Sioni Bolnisi                                      |                  |